# Luisengymnasium Berlin
Das Luisengymnasium war eine Schule in der Turmstraße in Berlin-Moabit.

## Geschichte
Das als „Königliches Luisen-Gymnasium“ zwischen 1880 und 1882 errichtete Gebäude wurde vom Geheimen Regierungsrath Spieker (wahrscheinlich Paul Emanuel Spieker (1826–1896)) und Baudirektor Spitta (wahrscheinlich Max Spitta (1842–1902)) entworfen.
Im August 1880 begannen die ersten Bauarbeiten unter der Leitung Friedrich Schulzes (1843–1912) und mit Unterstützung durch den Regierungsbaumeister Wichgraf.
Das Gebäude war dreigeschossig, es verfügte über drei Vorschul-, 16 Gymnasial- sowie eine Reserveklasse und sollte rund 900 Schüler unterbringen. Dabei waren die drei Vorschulklassen für 50 und die restlichen Klassen für 40 Schüler ausgelegt. Zusätzlich gab es einen Physikraum mit Apparateraum, jeweils einen Bibliotheksraum für Lehrer und Schüler sowie ein Conferenz- und Directorzimmer nebst einer 267 m² großen Aula. Im Erdgeschoss befand sich u. a. die Schuldiener-Wohnung.
Im Rahmen der Erweiterung der Schule wurde durch Friedrich Schulze und Regierungsbaumeister A. Weber ab 1891 ein eigenes, zweigeschossiges Gebäude für Vorschulklassen geplant. Besondere Bedeutung hat die Schule für die Geschichte der Frauenbildung, weil sie 1896 eines der ersten Gymnasien in Preußen war, an dem junge Frauen das Abitur erwarben.
Obwohl eine Zulassung von Frauen zum regulären Studium an einer preußischen Universität damals nur im Einzelfall mit einer ministeriellen Sondererlaubnis möglich war, enthielt der Stundenplan der auf vier Semester angelegten Realkurse den Lehrstoff, für den die Jungen auf einem Gymnasium mehrere Jahre Zeit hatten.
Am 29. März 1896 legten hier die sechs jungen Frauen Ethel Blume, Johanna Hutzelmann, Irma Klausner, Else von der Leyen, Margarete von der Leyen und Katharina Ziegler ihr Abitur ab. Gertrud Bäumer berichtet 1906:

„Es ist das erste Mal in Deutschland, dass Frauen, die in einer eigens für sie errichteten Anstalt vorbereitet waren, die Reifeprüfung für die Universität ablegten.“

Sie studierten danach Medizin, alte Sprachen und Mathematik. Die Medizinerinnen Irma Klausner (1874–1959) und Else von der Leyen (1874–1908) praktizierten beide nach ihrem Studium in Halle, Heidelberg und Berlin.

## Bekannte Schüler
- Leo Blumenreich (1884–1932), Kunsthändler, Sammler und Mäzen
- Werner Bulst (1913–1995), katholischer Theologe
- Ernst Boris Chain (1906–1979), Emigrant. 1945 Nobelpreis für Physiologie oder Medizin
- Albert Fries (1869–1926), Germanist
- Max Frischeisen-Köhler (1878–1923), Philosoph, Pädagoge und Hochschullehrer
- Ernst Gennat (1880–1939), Kriminalpolizist, gilt als erster Profiler und Gründer der ersten Mordkommission der Welt[3]
- Alfred Henke (1902–1940), Flugkapitän Lufthansa, Weltrekordflieger: August 1938: Berlin-Staaken-New York Floyd-Bennet-Field-Berlin-Tempelhof
- Kurt Jacobsohn (1904–1991), Chemiker, später Professor und stellvertretender Rektor der Universität Lissabon
- Hermann Kantorowicz (1877–1940), Emigrant, Jurist
- Martin Kirschner (1879–1942), Chirurg und Hochschullehrer
- Rudolf Krohne (1876–1953), Jurist
- Margarete Kurlbaum-Siebert (1874–1938), Schriftstellerin und promovierte Kunsthistorikerin
- Paul Post (1882–1956), Kunsthistoriker und Kustos am Berliner Zeughaus
- Margarete Räntsch (1880–1945), sie war 1908 die erste Frau, deren Dissertation an der medizinischen Fakultät der Universität Würzburg zugelassen wurde. Mutter von Beate Uhse.
- Wilhelm de la Sauce (1882–1955), Bergbautechniker und Mitglied im Direktorium der Deutschen Kohlenbergbau-Leitung in Essen
- Ernst Schultze (1874–1943), Nationalökonom, Soziologe und Hochschulrektor
- Kurt Tucholsky (1890–1935), Schriftsteller, legte 1909 als Externer seine Abiturprüfung am Luisengymnasium ab
- Adolf Wohlauer (1893–1943), Dirigent und Komponist, verschollen im KZ Auschwitz

## Bekannte Lehrer
- Elisabeth Abegg, Widerstandskämpferin gegen den Nationalsozialismus, lehrte hier als Studienrätin für Geschichte von 1924 bis 1935
- Alfred Gercke, klassischer Philologe, lehrte hier von 1886 bis 1888
- Friedrich Kurze (1863–1915), Historiker und Herausgeber der Quellen zur karolingischen Reichsgeschichte, gefallen im Ersten Weltkrieg
- Felix Müller, lehrte seit 1882 als Gymnasialprofessor für Mathematik
- Elisabeth Schmitz, 1929–1935, später Widerstandskämpferin aus den Reihen der Bekennenden Kirche[4]